# Adélia Prado
Adélia Luzia Prado de Freitas, més coneguda com a Adélia Prado (Divinópolis, Minas Gerais, Brasil, 13 de desembre de 1935) és una escriptora, poeta, dramaturga i professora brasilera.
Filla de João do Prado Filho, treballador del ferrocarril, i d'Ana Clotilde Correa, començà els seus estudis al Grup Escolar Padre Matias Lobato. El 1950, després de la mort de la seva mare, començà a escriure els seus primers versos. Fou alumna del Gymnasium Nossa Senhora do Sagrado Coração. El 1951 ingressà a l'Escola Normal Mário Casassanta. El 1953 es va graduar com a professora. El 1955 va començar a ensenyar a l'Escola estatal Luiz de Melo Viana Sobrinho. Posteriorment, es va incorporar a la Facultat de Filosofia, Ciències i Lletres de Divinópolis i el 1973 es va llicenciar en Filosofia. Fou professora a la seva ciutat natal. Durant la seva trajectòria professional, fou degana de la Facultad de teologia de la Universitat Catòlica de Río de Janeiro.
Prado publicà Bagagem en 1976, en 1978 O coração disparado, guanyador del Premi Jabuti, al que seguiren Terra de Santa Cruz (1981), Os componentes da banda (1984), O pelicano (1987), A faca no peito (1988), En 1991 va aparèixer Poesia reunida. Posteriorment, Chorinho doce (1995), Oráculos de maio (1999), Vida doida (2006), A duração do dia (2010) i Miserere (2013). En 2015 va aparèixer una nova edició de la seva poesía completa. En prosa, va escriure Solte os cachorros (1979), Cacos para um vitral (1980), O homem da mão seca (1994), Manuscritos de Felipa (1999) i Filandras (2001) que es un volum amb 43 cròniques.
Adélia Prado va publicar els seus primers poemes a diaris de Divinópolis i Belo Horizonte. El 1971 va compartir amb Lázaro Barreto l'autoria del llibre "A Lapinha de Jesus". El seu debut individual arribà el 1975, quan va enviar els originals dels seus nous poemes al crític literari Affonso Romano de Sant'Anna, que al seu torn els traslladà a Carlos Drummond de Andrade pel seu reconeixement. Impressionat per la seva poesia, Drummond els envia a Editora Imago. Aquell mateix any, els poemes d'Adélia es van publicar al llibre "Bagagem" (1975), que crida l'atenció de la crítica per la seva originalitat i estil. El 1976 es va publicar el llibre a Rio de Janeiro, amb la presència d'importants personalitats com Carlos Drummond de Andrade, Affonso Romano de Sant'Anna, Clarice Lispector, Juscelino Kubitschek, entre d'altres.
El 1978 va publicar "O Coração Disparado", amb el qual va guanyar el premi de literatura Jabuti, atorgat per la Cambra del llibre del Brasil. L'any 1979, després d'haver-se dedicat a l'ensenyament durant 24 anys, Prado va abandonar el Magisteri i va començar a dedicar-se a l'escriptura. Després va publicar la prosa: "Solte os Cachorros" (1979) i "Cacos Para Um Vitral" (1980). El 1980, Adélia va dirigir el grup de teatre amateur “Cara e Coragem” en la producció de l'obra “Auto da Compadecida”, d'Ariano Suassuna. El 1981 va dirigir l'obra "A Invasão", de Dias Gomes, i va tornar a la poesia amb "A Terra de Santa Cruz". Aquest mateix any, es presenta al Departament de Literatura Comparada de la Universitat de Princeton el primer d'una sèrie d'estudis sobre l'obra d'Adélia Prado. Entre 1983 i 1988 va exercir de cap de la Divisió Cultural de la Secretaria Municipal d'Educació i Cultura de Divinópolis. El 1985, va participar en un programa d'intercanvi cultural a Portugal entre autors brasilers i portuguesos. El 1988 actua a Nova York a la setmana de la poesia brasilera, promoguda pel Comitè Internacional de Poesia. El 1993 va tornar a la Secretaria Municipal d'Educació i Cultura de Divinópolis. El 1996, l'obra "Duas Horas da Tarde no Brasil" es va estrenar al Teatre do SESI de Belo Horizonte. El 2000, a São Paulo, va presentar el monòleg "Dona de Casa". El 2001, al SESI de Rio de Janeiro, presenta un Sarau on recita poesia del llibre "Oracles of May".
Amb un vocabulari senzill i un llenguatge col·loquial, Adélia produeix poemes lleugers i sorprenents. La seva poesia és coneguda per retratar la vida quotidiana sota la mirada "femenina" i no feminista i llibertària. La seva poesia sol posar la perspectiva de la dona en els seus poemes, destacant sempre el "femení" en primer pla. La fe catòlica és present en els poemes d'Adélia, que solen tractar temes relacionats amb Déu, la família i sobretot les dones.

## Reconeixements
- Premi Jabuti de literatura de la Cambra del llibre del Brasil, amb el llibre "Coração Disparado" (1978)[7]
- Premi de Literatura Infantil i Juvenil (2007), atorgat per l'Academia Brasilera de Lletres, pel seu llibre Quando eu era pequena.[8]
- Premi de Literatura do Govern de Minas Gerais (2017)[9]